# Abū Shakar
Abū Shakar är en ort i Iran.   Den ligger i provinsen Khuzestan, i den västra delen av landet, 700 km söder om huvudstaden Teheran. Abū Shakar ligger 1 meter över havet och antalet invånare är 872.
Terrängen runt Abū Shakar är mycket platt. Runt Abū Shakar är det ganska tätbefolkat, med 134 invånare per kvadratkilometer. Närmaste större samhälle är Arvand Kenār, 17,7 km sydost om Abū Shakar. Trakten runt Abū Shakar är ofruktbar med lite eller ingen växtlighet.